# Лудовиг Карбоньор
Лудовиг Карбоньор е финансист и първи управител на БНБ.

## Биография
Карбоньор е руски чиновник за специални поръчки към министерството на финансите на Руската империя. След Руско-турската война от 1877-1878 г. е назначен към Съвета за управление при императорския руски комисар. Там заема длъжността началник на отделение. Управлява БНБ за няколко месеца — между април и юли 1879 г. Назначен е от княз Дондуков-Корсаков на 4 април..